# Leventis United

Leventis United foi um time de futebol com sede na cidade de Ibadã , na Nigéria .

## História
O clube foi fundado em 1982.  O único clube nigeriano com três títulos consecutivos em 3 divisões diferentes , a terceira divisão em 1984 , segunda divisão em 1985 e a primeira divisão 1986. Além de campeões da Copa da Nigéria em 1984 e 1986 , com o título da Taça nacional participou da African Cup Winners Cup chegando a final em 1985 , perdendo para o Al Ahly do Egito , campeão nacional em 1986, ganhou o direito de representar a Nigéria na Taça dos Campeões Africanos de 1987 , caindo nas quartas de finais para o Al Hilal do Sudão.

## Títulos
| NACIONAIS | NACIONAIS            | NACIONAIS | NACIONAIS  |
|           | Competição           | Títulos   | Temporadas |
| --------- | -------------------- | --------- | ---------- |
| Nigéria   | Campeonato Nigeriano | 01        | 1986       |
| Nigéria   | Copa da Nigeria      | 2         | 1984, 1986 |
| Nigéria   | Supercopa            | 1         | 1984       |

## Desempenho em competições da CAF
Recopa Africana:
- 1985: vice-campeão

Liga dos Campeões da CAF:
- 1987 : quartas de final